# El Rincón (Panama, Veraguas)
Pour les articles homonymes, voir El Rincón et Rincón.
El Rincón est un corregimiento situé dans le district de Las Palmas, province de Veraguas, au Panama. En 2010, la localité comptait 2 574 habitants.